# Instinct (álbum de 1993)
Instinct es el segundo álbum en solitario de Peter Banks, exguitarrista de Yes. El primero publicado por Banks en 20 años.

## Pistas
1. No Place Like Home (Banks) - 1:40
2. All Points South (Banks, Goff) - 6:38
3. Fogbound (Banks) - 2:14
4. Stikcy Wicket (Banks) - 6:57
5. Shortcomings (Banks) - 8:11
6. Code Blue (Banks, Goff) - 4:55
7. Angels (Banks) - 5:33
8. Swamp Resort (Banks) - 1:16
9. Instinctive Behavior (Banks, Goff) - 6:21
10. Dominating Factor (Banks) - 0:44
11. Never the Same (Banks, Forth) - 5:28

## Músicos
- Peter Banks - Guitarra, teclados.

- Datos: Q11683286